# Olexandr Syromiatnikov
Olexandr Syromiatnikov –en ucraniano, Олександр Сиромятніков– (12 de julio de 1994) es un deportista ucraniano que compite en piragüismo en la modalidad de aguas tranquilas. En los Juegos Europeos de Minsk 2019 obtuvo una medalla de plata en la prueba de K2 1000 m.

## Palmarés internacional
| Juegos Europeos | Juegos Europeos     | Juegos Europeos  | Juegos Europeos |
| Año             | Lugar               | Medalla          | Competición     |
| --------------- | ------------------- | ---------------- | --------------- |
| 2019            | Minsk (Bielorrusia) | Medalla de plata | K2 1000 m       |